# Ivan Komnen Duka
Ivan Komnen Duka (grč. Ιωάννης Κομνηνός Δούκας, Iōannēs Komnēnos Doukas) († 1244.), bio je gospodar Soluna 1237. – 1244. i pripadnik dinastije Angela.
Bio je najstariji sin vladara Epira Teodora Komnena Duke i njegove žene Marije Petraliphaine.
Godine 1230. car Bugarske Ivan Asen II. je zarobio Ivana i njegovu obitelj. Car se zaljubio u Ivanovu sestru Irenu te je zato poslije oslobodio njenu obitelj. 
Ivan je bio i vladar Tesalije. Međutim, to mu nije bilo dovoljno te je htio biti bizantski car, pa je počeo rabiti taj naslov, kao što je to činio njegov otac prije njega. 
Nicejski car Ivan III. Duka Vatac poslao je vojsku na Solun jer je bio ljubomoran na Ivana. Ipak, Ivan se zadovoljio svojim starim naslovom. Car je onda otišao u borbu protiv Seldžuka.
Ivana su naslijedili njegov brat Dimitrije Komnen Duka i stric Manuel Duka.
| Prethodnik: | vladar Soluna | Nasljednik:           |
| Manuel Duka | vladar Soluna | Dimitrije Komnen Duka |

| Prethodnik: | vladar Tesalije | Nasljednik: |
| Manuel Duka | vladar Tesalije | Manuel Duka |